# 楊心流
楊心流（ようしんりゅう）とは、江戸時代初期に開かれた柔術の流派。「揚心流」とも表記され、同じく揚心流と呼ばれた揚心古流と混同されることが多い。

## 概要
柔術を主体とし、殺法、活法、医学知識に優れた流派であったと言われ、後に多くの分派を生み出した。特に技法では絞め技に優れ、多くの絞め技を伝承した。なお柔道の源流の一つとなった天神真楊流も楊心流から生まれた。現代武道で使用される急所名（水月、人中、村雨等）はほぼ楊心流のものが流用されている。これは現代武道の急所名が柔道経由で各武道に伝わったからである。

## 歴史
楊心流の流祖は、県立長崎図書館に所蔵の二代目大江千兵衛の直筆伝書と思われる『楊心流静間之巻』では、「秋山四郎兵衛義昌」となっている。
武道史研究家の高橋賢は、秋山以外の流祖の名を記した伝書や第2代の大江千兵衛義時（広富とも）を流祖とする伝書があり、第2代の大江千兵衛以降の系譜が比較的一致していることから、実際の流祖は第2代の大江千兵衛で、秋山四郎兵衛は大江が粉飾した架空の人物と推測している。
二代目の大江千兵衛義時より大いに広まった。後の楊心流では大江を開祖としている系統もいくつか見られる。
また、遠祖を鬼一法眼や源義経とし、鞍馬の武術の系譜を引いているとする伝承がある。楊心流のいくつかの系統、分派の鞍馬楊心流などは鞍馬の武術が由来であると伝えている。
大江千兵衛門下の武光柳風軒の系統では、楊心流の流祖は大江であり関口新心流と他12数流を学び楊心流を創始したと伝えている。

## 鞍馬山起源説
鞍馬楊心流の「楊心流中伝免状」では秋山が鞍馬山の宝蔵から八巻の虎之巻を授かった後、諸国を武者修行し開いたのが楊心流であるとしている。

## 殺活法
殺活法とは、主に急所知識、急所への当身と蘇生法の事である。
楊心流殺活法の由来について『楊心流殺活二法』には、下記の如く書かれている。
殺活の法は中国で周の時代に遍鵲という者が伝承していた。
三国の時、魏の曹操の家臣である武管という者がその伝を得ていた。
肥前諫早の住人楊心仙兵衛義時（大江）は拳法投撃を好みその精妙を得て柔術の技芸を興した。
長崎に遊歴した際、魏の武管伝来の胴釈之巻を受け、この妙旨を悟り八巻之巻を著し楊心流を創始した。
この胴釈之巻は、人体急所図とその解説であり、楊心流の最高秘伝とされていた。後世の楊心流の分派に受け継がれ、江戸後期の天神真楊流にも人之巻という巻物で継承されている。
また、楊心流の急所知識は多くの柔術流派に多大な影響を与えた。

## 武術流祖録と中国渡航について
武術流祖録(1843年刊行)では、肥前長崎に住む武官より柔術3手と活法28手を学んだとされ、その奥旨を極めるため、太宰府天満宮に参籠し、捕手300手を編み出し、流名を楊心流としたとされる。
武術流祖録は、大江が発行した直筆伝書(天和3年)から160年後に書かれたものである。
この書では流祖を秋山四郎左衛門義時としているが、義時は大江の名である。
また、天神真楊流の当流大意録(1800年代中期)では、秋山は医術修行のために中国に渡り、唐人博転なる人物より柔術3手と活法28手を学んだとされ、
帰国した後にこれを教えたが手数が少なく弟子が集まらなかったので、太宰府天満宮に百日間参籠し、
柳（楊）の枝に雪が積もらないのを見て柔術の極意を悟り、303手の技を編み出し、流名を楊心流としたとされる。
この二つの書では、秋山は300手の技を編み出したとされているが、当時の目録に記された技は300以下である。
なお、秋山四郎兵衛の存在および中国渡航については疑問がある。武道史研究家の綿谷雪は、当時は海外渡航が禁止されており、秋山の中国留学は怪しいと指摘した。
秋山四郎兵衛が中国に渡航したとする史料は、後世に書かれてた天神真楊流の当流大意録のみである。
また、楊心流系と関係が深い帝國尚武會（神道六合流）によると中国渡航説は主に楊心流の一派と真蔭流が唱えていた説で、中国から来たものだと言えば社会の信用が得やすかった中国崇拝時代に僅かな縁故を捕らえて斯くの如く吹聴したものだと指摘した。
なお、中国渡航説は一柳織部系の楊心流、その系統の流れを汲む天神真楊流、天神真楊流の分派などの一部の系統で伝えられていた説であるが、
天神真楊流が楊心流系（流派を三浦楊心とする戸塚派楊心流を除く）の最大規模の流派で全国に広まっていたことや、天神真楊流から出た講道館柔道が書籍で楊心流の歴史を説明する際に天神真楊流の伝承に則り記したことなどにより、近代の文献では中国渡航説が主流となっている。

## 技法
系統によって技法名、体系が異なる。
県立長崎図書館に所蔵される大江千兵衛直筆と言われる『静間之巻』には、真位、暫心目付、抜見目付、無刀別、立合請別、車捕、楊之位が記されており、これらの形名は各系統の共通技法となっている。また後世の楊心流系の流派に受け継がれ、江戸後期の天神真楊流にもほぼそのままの名称で継承されている。

## 系統
楊心流は大江以降、九州各地に広まり多くの系統が存在していた。
系統により流派の体系、流祖の姓名が異なる。
秋山四郎兵衛を流祖とする系統と大江千兵衛を流祖とする系統がある。また秋山四郎兵衛の前に吉田彦左衛門義昌という人物を記しているものも存在する。熊本県立図書館所蔵の1670年（寛文10年）大江千兵衛尉義時から馬場宛の伝書には、秋山四郎兵衛尉義直から始まる系譜と吉田彦右衛門尉義濟から始まる二種類の系譜が書かれている。急所に関わる楊心流鏡之巻の系譜のみ吉田彦右衛門尉義濟から書かれる。
秋山の前に書かれる吉田は、彦右衛門・彦左衛門、義昌・義濟と系統によって異なる。
秋山四郎兵衛の名は、義直・義昌・則重・永春などと系統によって異なっていた。また大江千兵衛の名は殆どの系統では義時と記されているが、永春・長春・永時と書かれる場合もあった。大江は肥前国諫早の人であるとされている。
大江千兵衛の弟子から各地に広まった。大江の著名な門人は以下の通りである。
- 三浦貞右衛門
- 中嶋坪右衛門義利
- 叚野與次兵衛照常（肥前国佐嘉、1686年に継承する）
- 岩永千之亟義重（肥前国佐嘉）
- 大井宇兵衛義英
- 野口次左衛門義村
- 武光平太左衛門信重
- 羽野新九郎宗命
- 佐藤次郎兵衛永政
- 峰又兵衛尉盛昌（1662 - 1713年、大村藩の天文学者である峰源助の先祖。）
- 馬場杢左衛門（1671年に大江から伝書を授かる）

### 三浦貞右衛門系
大江仙兵衛門人の三浦貞右衛門が伝えた系統である。ここから幕末に有名となった戸塚彦介の楊心古流が派生している。

### 中島坪右衛門系
大江仙兵衛門人の中島坪右衛門義利が伝えた系統。楊心流捕手とも称し肥前国島原と下野国宇都宮で伝承されていた。
流祖を肥前国平戸の大江仙兵衛義時としている。また秋山四郎兵衛を肥前国佐嘉の人であると記している。中島坪右衛門の同門である肥前国佐嘉の叚野與次兵衛と門人間で交流があった。
中島坪右衛門の高弟には川井藤助孫春、川井彌惣助義照、中島可右衛門義陳などがいた。中島可右衛門義陳は下野国宇都宮で教えていた。
安政2年（1855年）中島坪右衛門系の同町常蔵平待時は、西佐波令高倉（現代の山口県防府市）に楊心流道場を開いた。

#### 中島可右衛門系
中島可右衛門は1757年（宝暦7年）に下野国宇都宮で亡くなった。
中島可右衛門の子は中島慶蔵、中島伊与助義易、中島可之丞の三人がいた。
中島慶蔵、中島伊与助、中島可之丞は下野国宇都宮で父の中島可右衛門より楊心流を学んだ。

### 叚野與次兵衛系
大江千兵衛門人の叚野與次兵衛照常が伝えた系統。
流祖を秋山四郎兵衛義昌、二代目を大江千兵衛義時としている。
貞享3年（1686年）に大江千兵衛より継承する。
弟子に田中丹助、川井小左衛門などがいた。門人の川井小左衛門の孫である川井藤助孫春は中島坪右衛門から楊心流を学んでいる。

#### 田中丹助系
叚野與次兵衛門人の田中丹助が伝えた系統である。
享保10年（1725年）に叚野與次兵衛より継承する。
田中丹助は肥前国佐嘉西古賀の人である。肥前国島原藩の松平忠雄は田中丹助の事を聞き、一か月正銀二十五匁で島原城下に招き捕手の指南を依頼していた。川井又治孫伝はこの時の弟子である。
この系統の末流は流祖を楊心千兵衛、二代目を東郷肥前と記す場合があった。

### 岩永千之亟系
大江仙兵衛門人の岩永千之亟義重が伝えた系統である。岩永千之亟義重は肥前国佐嘉の人である。ここから甑島に伝わる鞍馬楊心流が分派している。流祖を豊後国高田の秋山四郎兵衛義昌、二代目を肥前国諫早の大江千兵衛義時としている。この系統では鞍馬山や天下無双流捕手と関係があるとしている。
楊心流の遠祖は鞍馬山僧正坊の弟子である鬼一法眼であり牛若丸に相伝し中絶していたものを、秋山四郎兵衛が鞍馬山の宝蔵から八巻の虎之巻を得て諸国武者修行後にこれを再興したとしている。
岩永千之亟の弟子である佐藤治平太の系統では、鞍馬山僧正坊、源牛若丸、武蔵坊弁の名前を記している。また秋山四郎兵衛の前に天下無双流捕手を創始して肥後国で教授した櫻場采女正と蒲池喜助という人物を記している。

### 野口次左衛門系
大江千兵衛門人の野口次左衛門義村が伝えた系統。
流祖を吉田彦左衛門尉義昌、二代目を秋山四郎兵衛義直、三代目を大江千兵衛尉義時としている。

### 大井宇兵衛系
大江千兵衛の門人である大井宇兵衛が伝えた系統である。流祖を秋山四郎兵衛則重、二代を大井千兵衛義時、三代目を大井宇兵衛義英としている。他の系統と違い大江千兵衛を三代目の大井宇兵衛と同じ大井姓にしている。
松宮観山の子である松宮顕元俊英が伝えたことで知られる。
この系統は高松藩にも伝わっており、香川県高松市の平塚葛太が明治時代に大日本武徳会に所属していた。

#### 松宮観山の柔術記
楊心流師範の松宮顕元俊英の父である松宮観山が記した『柔術記』（1700年代）によると、楊心流の開祖は秋山、二祖を大井としており長く修行したが大成する事が出来ない事を憂い、太宰府天満宮に数日詣でたところ「老翁楊柳ノ雪ヲ帯スルヲ給フ」夢を見て悟り、楊心流と名付けた。その後殺活二十五勢を蕃客（来朝している外国人）から学びさらに上達した。
一般的な説と違い楊心流を開いた後に殺活を習得したとしている。
柔術記
聞く、其の創業・開祖は秋山氏、二祖は大江氏、共に肥前の人なり。
その始め、練磨すること積年にして成らず深くみずから之れを憂う。
大宰府の天満宮に詣で祈念すること数日、
一夜忽ちに老翁の楊柳に帯雪し賜うを夢見、豁然として開悟す。
命じて楊心流と曰うは、之れに原づくのみ。
その術たるや、変化測り難く、応用窮まり無く、
一縦・一横、 楊枝の風に遇うがごとくにして、作すありて音無し。
あるいは晦るること、雪花の手に上るが如くにして、形あれば回捉す。

#### 香川県の系統

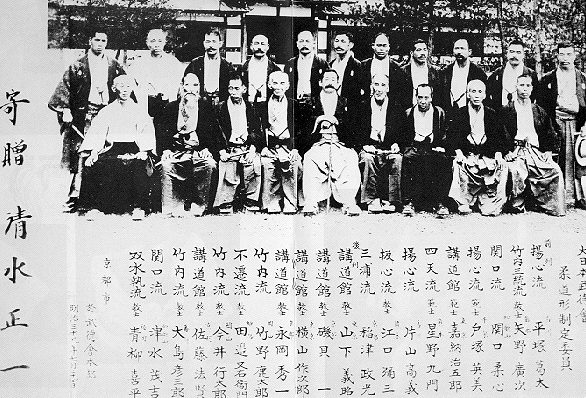
1906年の大日本武徳会柔術形制定委員
前列右端が平塚葛太

大日本武徳会に所属していた高松市の平塚葛太が有名である。
1906年（明治39年）平塚葛太は諸流の大家が集まった大日本武徳会柔術形制定委員会に香川県から参加している。

### 三浦次郎兵衛系

#### 河野巣安系
三浦治郎兵衛門人の河野巣安が伝えた系統。
流祖を秋山四郎兵衛永春、二代目を大江千兵衛義時、三代目を三浦治郎兵衛としている。

### 佐藤次郎兵衛系
流祖を秋山四郎兵衛義時、二代目を大江千兵衛永春、三代目を佐藤次郎兵衛永政としている。

### 羽野新九郎系
大江千兵衛門人の羽野新九郎宗命が伝えた系統。幕末から明治頃に熊本の山東家が伝えていた。
流祖を秋山四郎兵衛義直、二代目を大江千兵衛義時としている。
- 秋山四郎兵衛義直
- 大江千兵衛義時
- 羽野新九郎宗命
- 伯嶺宗适
- 吉田如雪正弘

#### 山東派
吉田如雪門人の山東彦右衛門清秀が伝えた系統である。熊本藩で学ばれた。
形は33手であり、表手数、裏居捕手数、裏立捕手数に分類した表裏手数目録と抜身目附、無刀別、立合請残、車捕に分類した目録の二種類がある。山東彦右衛門の目録では表8手、裏の抜身目附6手、無刀別6手、立合請残6手、車捕7手の33手としていた。
目録には禅語が書かれる。

##### 山東派の形
抜身目附
抜身目附、逆勝、襟殺
無刀別　　閃電之機
行合、無刀之別、腰之剣、逆勝、追懸、無刀之別、双腰搦、鴨入首、先目附、返掛
立合請残　一箭両朶
肮搦、切掛、後切掛、小尻返、肮搦、三ッ先、三拍子、袖風別、請残、切掛
車捕　　　電光影裡截春風
花車、蹴立、逆勝、双捕、臂搦、雙捕、十文字、引落、向勝、向詰
楊之身,楊之位 口傳

虎詰　口傳

卍一

### 武光平太左衛門系
大江千兵衛門人の武光平太左衛門信重（武光柳風軒）の系統である。
流祖を大江千兵衛尉義時としていおり、関口流を学んだ後に楊心流を開いたとしている。

## 系譜
楊心流には多くの分派があるが、例として一部の系譜を以下に示す。
- 秋山四郎兵衛
- 大江千兵衛義時（大江専兵衛、大江仙兵衛）
  - 中嶋坪右衛門義利
    - 佐藤治郎兵衛景章
      - 河合氏古亳勝吉（河合氏古筆勝吉）
        - 小澤夢無軒常山
          - 香原忠平治藤原景美
            - 刺賀治部左衛門藤原信之
              - 中山荒助正誠
                - 熊野孫右衛門
                  - 同町常蔵平待時

    - 川井藤助孫春（川井新左衛門の子）
    - 川井彌惣助義照
    - 中島可右衛門義陳
      - 川井又治孫伝（島原城で田中丹助から学ぶ。川井藤助孫春の子）
        - 川井金兵衛義計
        - 岩永成大夫武雅
          - 川井金市義傳
          - 岩永六右衛門武澄
          - 岩永六右衛門武栄
          - 原口善平
          - 伊賀小三郎

        - 川井金市義傳（岩永成大夫の子で川井又治の養子）
          - 川井亀之進
          - 古賀定四郎武順
          - 榊原登亀治
          - 森保
          - 片山紋十郎
          - 寺田恵一郎伴照
          - 荒木千吉郎続古
          - 岩永六右衛門武栄

        - 島田吉郎右衛門英龍
        - 近藤市郎治重久

      - 中島慶蔵
      - 中島伊与助義易
        - 今井佐次兵衛
        - 酒田清蔵
        - 林田久太夫

      - 中島可之丞

  - 叚野與次兵衛照常（貞享3年に継承、肥前佐嘉の人）
    - 田中丹助勝重（肥前国佐嘉西古賀の人）
      - 坂巻梅翁
      - 田中嘉戸右衛門
        - 大橋民治

      - 川井又治孫伝

    - 川井小左衛門義明
      - 川井新左衛門

  - 三浦定右衛門（三浦貞右衛門）
    - 手嶋観柳實宣
      - 阿部貞右衛門武貞（阿部観柳）
        - 江上司馬之助武經（江上観柳、江上流と称する）
          - 戸塚彦右衛門英澄（戸塚派楊心流）
            - 戸塚彦介英俊

        - 田島武平
        - 中村助右衛門一胤
        - 森脇新三郎

    - 土肥新蔵
      - 堀田甚助
        - 堀田孫右衛門
          - 隅部雪水
            - 隅部七兵衛
              - 隅部七左衛門
              - 衞藤元次

          - 星野角右衛門
            - 星野龍内

      - 大江嶋右衛門元貞
        - 片桐音之助

  - 佐藤次郎兵衛永政
    - 田阪十藏延時
      - 小林矢柄永澄
        - 大沼儀左衛門久張
          - 大沼儀左衛門久直
            - 海賀藤蔵直賢

    - 手嶋観柳實宣

  - 三浦次郎兵衛
    - 河野巣安弘昌
      - 赤塚平七
      - 高橋勘解由
        - 髙橋半蔵
          - 髙橋由介
            - 横山太九郎

      - 工藤三良左衛門

  - 羽野新九郎宗命
    - 伯嶺宗适
      - 吉田如雪正弘(熊本系)
        - 山東彦右衛門清秀
          - 山東半兵衛
            - 山東新十郎清武

        - 長谷川新右衛門景福

  - 岩永千之亟義重
    - 中田彦衛門（鞍馬楊心流）
      - 中田元随

    - 佐藤治平太義秀

  - 武光柳風軒信重（武光平太左衛門）
    - 武光遊夢信房
      - 武光不頇重格
        - 武光平太左衛門重住
          - 武光平太左衛門信秋

        - 飯嶋普水邦昭（信秋にも師事）
          - 飯嶋惣左衛門成章
            - 渡邊源太

    - 大野傳四郎秀促
      - 徳川吉通

    - 畑島用中斎爲善
      - 畑島柳枝軒爲敬
        - 畑島又兵衞雪柳齊爲政
          - 畑島時中齊爲則
            - 島井廣治貞久
              - 川本茂十郎

          - 陶山金十郎

    - 京極武左衛門定賢
      - 布施又右衛門重賢
        - 波木居又三義明
          - 山下軍次

    - 西村橘三

  - 大井宇兵衛義英
    - 前田柳閑入道久俊
      - 野澤源太左衛門清位
        - 松宮顕元俊英（松宮左司馬、松宮柳條）
          - 松宮左司馬定俊
            - 井頭八十七昌恒

          - 財津柳梢軒永貞
            - 財津與右衛門永張
              - 羽原千太夫正延
                - 上田四郎兵衛

              - 岩田九助能紀
                - 財津與右衛門永成
                  - 岩田九十郎能恒
                    - 岩田九助能勝
                      - 岩田柳済能哲
                        - 平塚葛太廣武
                          - 平塚四郎

  - 野口次左衛門義村
    - 山口市郎左衛門

  - 峰又兵衛尉盛昌
  - 馬場杢左衛門

伝系不明の系統
- 山本民左衛門英早（真之神道流を開く。）
- 一柳織部義路
  - 磯又右衛門柳関斎正足（天神真楊流を開く。）

## 関連流派
- 鞍馬山
- 太宰府天満宮
- 急所